# 弗朗齐歇克·普罗瓦兹尼克
弗朗齐歇克·普罗瓦兹尼克（捷克語：František Provazník，1948年2月7日—），捷克男子赛艇运动员。他曾代表捷克斯洛伐克参加1972年夏季奥林匹克运动会赛艇比赛，获得男子四人单桨有舵手铜牌。